# Jinyun
Jinyun (chinesisch 缙云县, Pinyin Jìnyún Xiàn) ist ein Kreis der bezirksfreien Stadt Lishui in der südchinesischen Provinz Zhejiang. Er hat eine Fläche von 1493 km² und 405.318 Einwohner (Stand: Zensus 2020).

## Kultur
Die Xiandu-Felsinschriften (Xiandu moya tiji 仙都摩崖题记) stehen seit 2001 auf der Liste der Denkmäler der Volksrepublik China (5-448).

## Administrative Gliederung
Auf Gemeindeebene setzt sich der Kreis aus neun Großgemeinden und 15 Gemeinden zusammen. Sitz der Kreisregierung ist die Großgemeinde Wuyun (五云镇).